# Allaro
L'Allaro (en sicilien : Alaru) est une importante fiumara située dans la province de Reggio de Calabre. 

## Histoire
Il s'agirait de l'ancien  Sagra (grec ancien : Σάγρας) où se déroula, à l'époque de la Grande Grèce, (entre 560 et  535 av. J-C.) une bataille entre les deux communes calabraises de Kroton et Locri, distantes de 150 km.[réf. nécessaire]
Le fleuve Allaro, selon certains manuscrits du XVIe siècle, est un fleuve riche en anguilles et en mulets.
Le 5 novembre 1855, elle a été le théâtre d'une importante inondation et, entre 1951 et 1953, la rivière a de nouveau débordé, causant d'importants dégâts dans toute la municipalité de Caulonia.

## Géographie
La rivière traverse les villages de Caulonia Marina, Aguglia, Foca, Tarzia, Carrubbara-liserà, Mangione Calamandre, Vincilago, San Nicola et, toute la commune de Caulonia. Le Stilaro se jette dans la mer Ionienneau sud de la commune de Caulonia. 